# Leo IV van Byzantium
Leo IV (Grieks: Λέων Δ΄ ὁ Χάζαρος, Leon IV o Chazaros) (Constantinopel, 25 januari 750 – aldaar, 8 september 780), bijgenaamd de Chazaar was van 775 tot aan zijn dood keizer van Byzantium.
Hij was de zoon van Constantijn V (uit de Isaurische dynastie) en zijn eerste vrouw Tzitzak, een Chazaarse prinses.
Leo was een gematigd man en groeide op tijdens het Iconoclastische beleid van zijn vader. Hij huwde met de Atheense  Irene, die voor de Iconenverering was. Met de aanstelling van Patriarch Paul IV van Constantinopel probeerde hij de tegenstellingen op het gebied van beeldenverering te milderen en de verbannen geestelijken in ere te herstellen
De spanningen aan de noordgrens met de Bulgaren en in het Oosten met de Abbasiden bleven.
Hij stierf jong aan koorts. Reeds in 776 stelde Leo zijn zoontje Constantijn VI aan tot medekeizer. Na zijn dood liet hij de troon na aan zijn negenjarige zoon, onder het voogdijschap van keizerin-weduwe Irene.
Het bewind van Leo IV betekende de overgang tussen de eerste iconoclastische golf en het eerste herstel van de iconenverering.